# Longjumeau
Longjumeau /lõʒyˈmo/ è un comune francese di 21 448 abitanti situato nel dipartimento dell'Essonne nella regione dell'Île-de-France.

## Società

### Evoluzione demografica
Abitanti censiti